# Довгопристанська сільська рада
Довгопри́станська сільська́ ра́да — орган місцевого самоврядування в Первомайському районі Миколаївської області. Адміністративний центр — село Довга Пристань.

## Загальні відомості
- Населення ради: 1 320 осіб (станом на 2001 рік)

## Населені пункти
Сільській раді підпорядковані населені пункти:
- с. Довга Пристань
- с. Брід
- с. Зелена Левада

## Склад ради
Рада складається з 18 депутатів та голови.
- Голова ради: Тітаренко Сергій Миколайович
- Секретар ради: Слободянюк Лариса Петрівна

### Керівний склад попередніх скликань
| Прізвище, ім'я, по батькові  | Основні відомості                                                         | Дата обрання | Дата звільнення |
| ---------------------------- | ------------------------------------------------------------------------- | ------------ | --------------- |
| Тітаренко Сергій Миколайович | Сільський голова, 1961 року народження, освіта вища, член Народної партії | 26.03.2006   | 31.10.2010      |
| Тітаренко Сергій Миколайович | Сільський голова, 1961 року народження, освіта вища, член Партії регіонів | 31.10.2010   |                 |

Примітка: таблиця складена за даними сайту Верховної Ради України

### Депутати
За результатами місцевих виборів 2010 року депутатами ради стали:

#### За суб'єктами висування
| Суб'єкт висування | Кількість обраних депутатів | %    |
| ----------------- | --------------------------- | ---- |
| Партія регіонів   | 12                          | 66,7 |
| Самовисування     | 6                           | 33,3 |

#### За округами
| № округу        | Прізвище, ім'я, по батькові   | Дата визнання обраним | Освіта             | Партійна приналежність | Відомості про обраного депутата                  |
| --------------- | ----------------------------- | --------------------- | ------------------ | ---------------------- | ------------------------------------------------ |
| Партія регіонів |                               |                       |                    |                        |                                                  |
| 1               | Округ Тетяна Володимирівна    | 04.11.2010            | вища               | член Партії регіонів   | ДНЗ «Ромашка», вихователь                        |
| 2               | Іваніна Наталія Василівна     | 04.11.2010            | середня спеціальна | член Партії регіонів   | фельдшерсько-акушерський пункт, завідувач        |
| 3               | Усатюк Роман Валерійович      | 04.11.2010            | середня            | член Партії регіонів   | підприємець                                      |
| 4               | Іваніна Іван Федорович        | 04.11.2010            | середня спеціальна | член Партії регіонів   | СПД «Схід», інженер                              |
| 5               | Саленко Тетяна Миколаївна     | 04.11.2010            | вища               | член Партії регіонів   | Довгопристанська загальноосвітня школа, директор |
| 6               | Бігун Галина Михайлівна       | 04.11.2010            | середня спеціальна | член Партії регіонів   | фельдшерсько-акушерський пункт, медсестра        |
| 7               | Шафаренко Вадим Сергійович    | 04.11.2010            | середня спеціальна | член Партії регіонів   | ООО ПРК, газосварщик                             |
| 9               | Шафаренко Людмила Анатоліївна | 04.11.2010            | вища               | член Партії регіонів   | підприємець                                      |
| 10              | Брижатюк Дмитро Дмитрович     | 04.11.2010            | вища               | член Партії регіонів   | СПД «Схід», інженер                              |
| 11              | Задорожнюк Надія Іванівна     | 04.11.2010            | вища               | член Партії регіонів   | СПД «Схід», головний бухгалтер                   |
| 13              | Слободянюк Лариса Петрівна    | 04.11.2010            | вища               | член Партії регіонів   | Довгопристанська сільська рада, секретар         |
| 17              | Семенюк Іраїда Юріївна        | 04.11.2010            | вища               | член Партії регіонів   | соц.працівник                                    |
| Самовисування   |                               |                       |                    |                        |                                                  |
| 8               | Сумовська Любов Олександрівна | 04.11.2010            | середня            | позапартійна           | Довгопристанськийсільський клуб, зав.клубом      |
| 12              | Шафаренко Сергій Ніконорович  | 04.11.2010            | середня спеціальна | позапартійний          | Довгопристанська загальноосвітня школа, завгосп  |
| 14              | Тіторенко Віталій Леонідович  | 04.11.2010            | середня            | позапартійний          | підприємець                                      |
| 15              | Резніченко Інна Вікторівна    | 04.11.2010            | середня спеціальна | позапартійна           | фельдшерсько-акушерський пункт, завідувачка      |
| 16              | Задорожний Віталій Леонідович | 04.11.2010            | вища               | позапартійний          | тимчасово не працює                              |
| 18              | Михайлов Сергій Дмитрович     | 04.11.2010            | середня спеціальна | позапартійний          | ПФК, газосварщик                                 |